# Michel Mouïsse
Vous lisez un « bon article » labellisé en 2016.
Michel Mouïsse est un évêque catholique français, né le 31 octobre 1939 à Mazamet (Tarn).
Après avoir suivi une formation vers la prêtrise au séminaire régional de Toulouse dans les années 1960, Michel Mouïsse est ordonné prêtre le 18 décembre 1966 pour le diocèse d'Albi. Il commence par être l'aumônier diocésain de plusieurs mouvements de jeunesse catholiques, puis forme les séminaristes de Toulouse et enchaîne ensuite différentes fonctions au diocèse dans les années 1980 et 1990.
Après avoir été nommé évêque auxiliaire de Grenoble et évêque titulaire de Lambèse (de) le 10 mars 2000, Michel Mouïsse est consacré évêque le 7 mai suivant par Louis Dufaux. Il quitte cette fonction le 5 mars 2004 lorsqu'il est nommé évêque de Périgueux et Sarlat. Évêque émérite de Périgueux et Sarlat, il rejoint en 2014 l'équipe des prêtres de la basilique Notre-Dame-de-la-Garde à Marseille. Depuis août 2025, il poursuit sa retraite à Castres, dans le diocèse d'Albi qui est son diocèse d'incardination.

## Biographie

### Jeunesse et formation
Michel Mouïsse est né le 31 octobre 1939 à Mazamet, de Julien Mouïsse, mégissier, et de Suzanne Hiriar, il est l'aîné d'une famille de quatre enfants. Il reçoit aussi les prénoms de Pierre et Marie à son registre d'état civil,. Il étudie à l'école primaire Notre-Dame de Mazamet, au collège et lycée Barral de Castres, au lycée Saint-Théodard de Montauban où il obtient le baccalauréat, puis à la faculté de Toulouse,,.
En 1960, Michel Mouïsse entre au séminaire à Albi et le quitte en 1964. Après son service militaire, il poursuit sa formation vers la prêtrise au grand séminaire de Toulouse.
Il est ordonné prêtre le 18 décembre 1966 pour le diocèse d'Albi.

### Vie cléricale

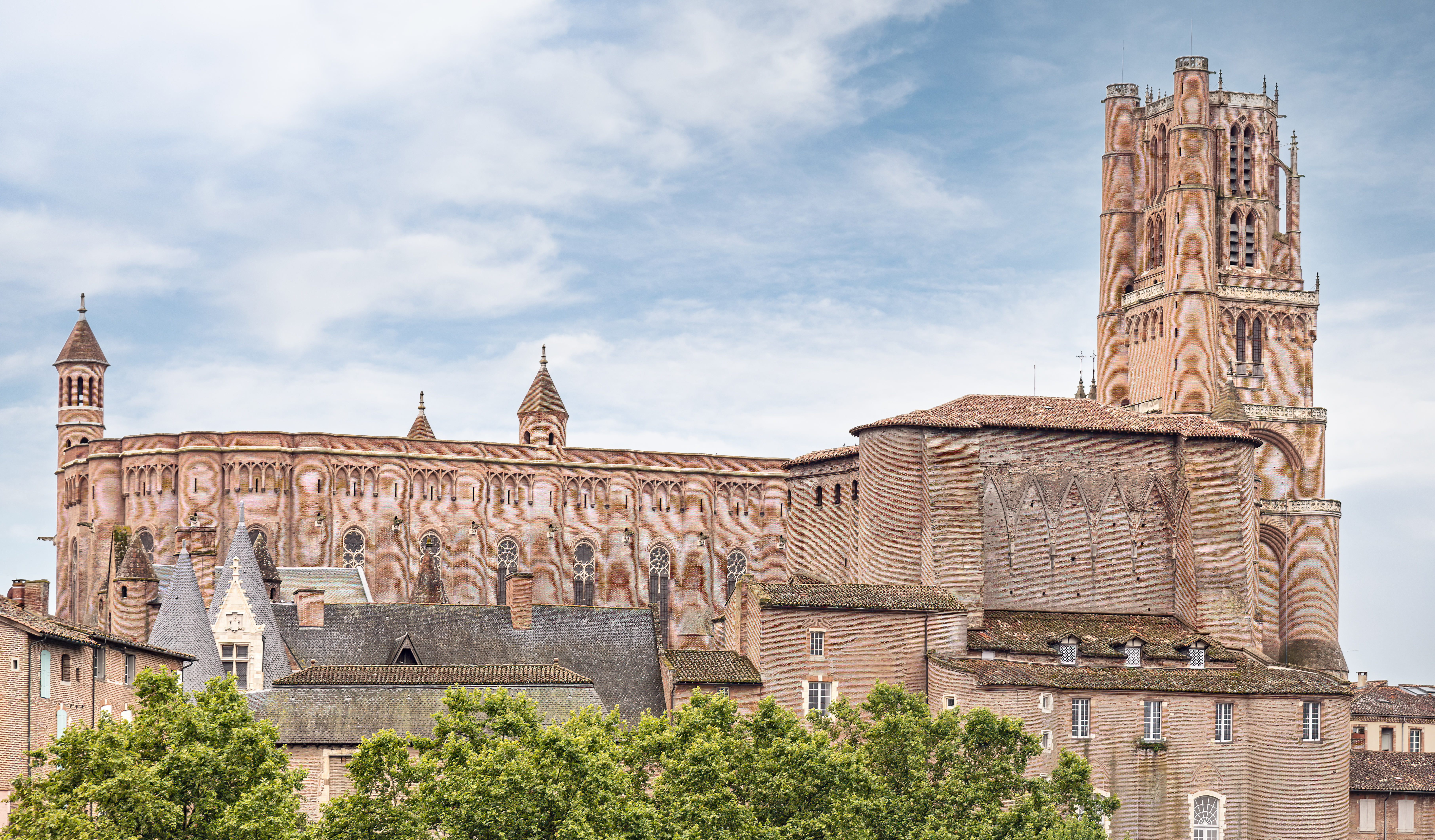
Michel Mouïsse est nommé curé-archiprêtre de la cathédrale Sainte-Cécile d'Albi, en 1988.

Après avoir été vicaire à la paroisse Saint-Jacques de Villegoudou de Castres, il est aumônier diocésain de l'Action catholique des enfants (ACE), de la Jeunesse indépendante chrétienne (JIC), de la Jeunesse ouvrière chrétienne (JOC) et des Guides de France (GDF) entre 1967 et 1975, puis aumônier diocésain de la Jeunesse indépendante chrétienne féminine (JICF) de 1975 à 1978.
De 1978 à 1988, il est membre de l'équipe animatrice du séminaire régional de Toulouse. Il est chargé de la formation spirituelle, de l'insertion apostolique et de l'accompagnement des séminaristes stagiaires de premier cycle. Il reçoit aussi en 1984-1985 l'instruction de l'Institut de formation des éducateurs du clergé (IFEC) à Paris et est le responsable de la pastorale familiale du diocèse d'Albi entre 1985 et 1988. En 1988, il est nommé curé-archiprêtre de la cathédrale Sainte-Cécile d'Albi et vicaire épiscopal. En 1996, il quitte cette fonction et devient vicaire général du diocèse d'Albi, chargé de l'apostolat des laïcs. En 1998, en collaboration avec l'historien Philippe Nélidoff, il publie son ouvrage À Dieu, Père Gaben, en mémoire du père Lucien Gaben mort le 1er avril de cette année-là et qui servit le diocèse d'Albi. En 1999, il quitte sa fonction de vicaire général. Le 10 octobre de la même année, après le décès de Roger Meindre, il est élu administrateur du diocèse d'Albi.

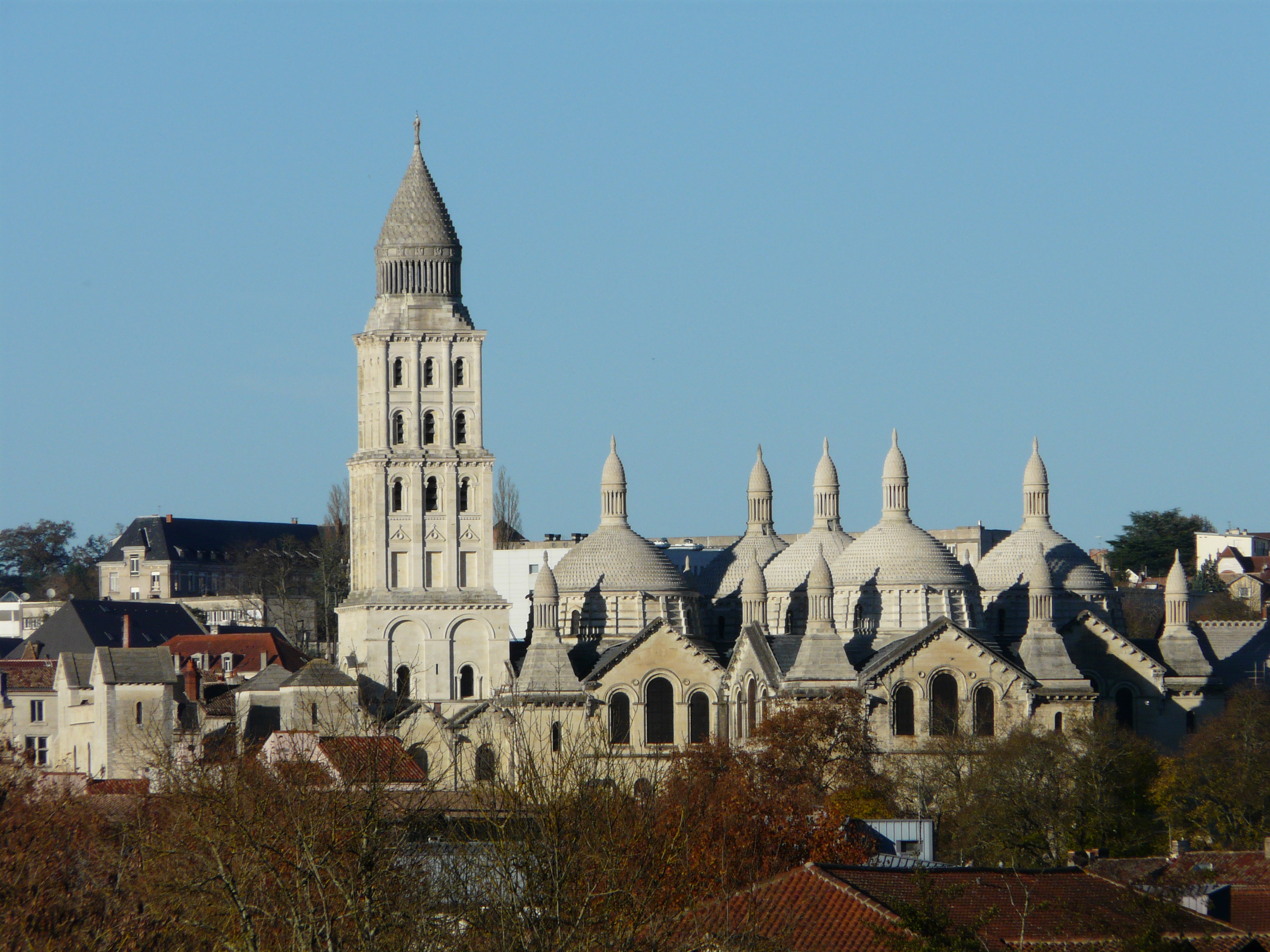
Michel Mouïsse s'installe au diocèse de Périgueux et Sarlat en 2004.

Nommé évêque auxiliaire de Grenoble et évêque titulaire de Lambæsis (de) le 10 mars 2000, il est consacré le 7 mai suivant par Louis Dufaux, assisté d'Émile Marcus et Georges Pontier. Plus de 2 000 personnes assistent à sa consécration épiscopale dans la cathédrale Sainte-Cécile d'Albi.
Nommé évêque de Périgueux et Sarlat le 5 mars 2004 et succédant ainsi à Gaston Poulain, il choisit comme devise « Servir, ne pas être servi ».
Il s'installe officiellement au diocèse le 2 mai. Au sein de la Conférence des évêques de France, il est membre de la Commission pour la catéchèse et le catéchuménat ainsi que du Conseil pour les mouvements et les associations de laïcs. Il est également membre de la fraternité Jésus Caritas.

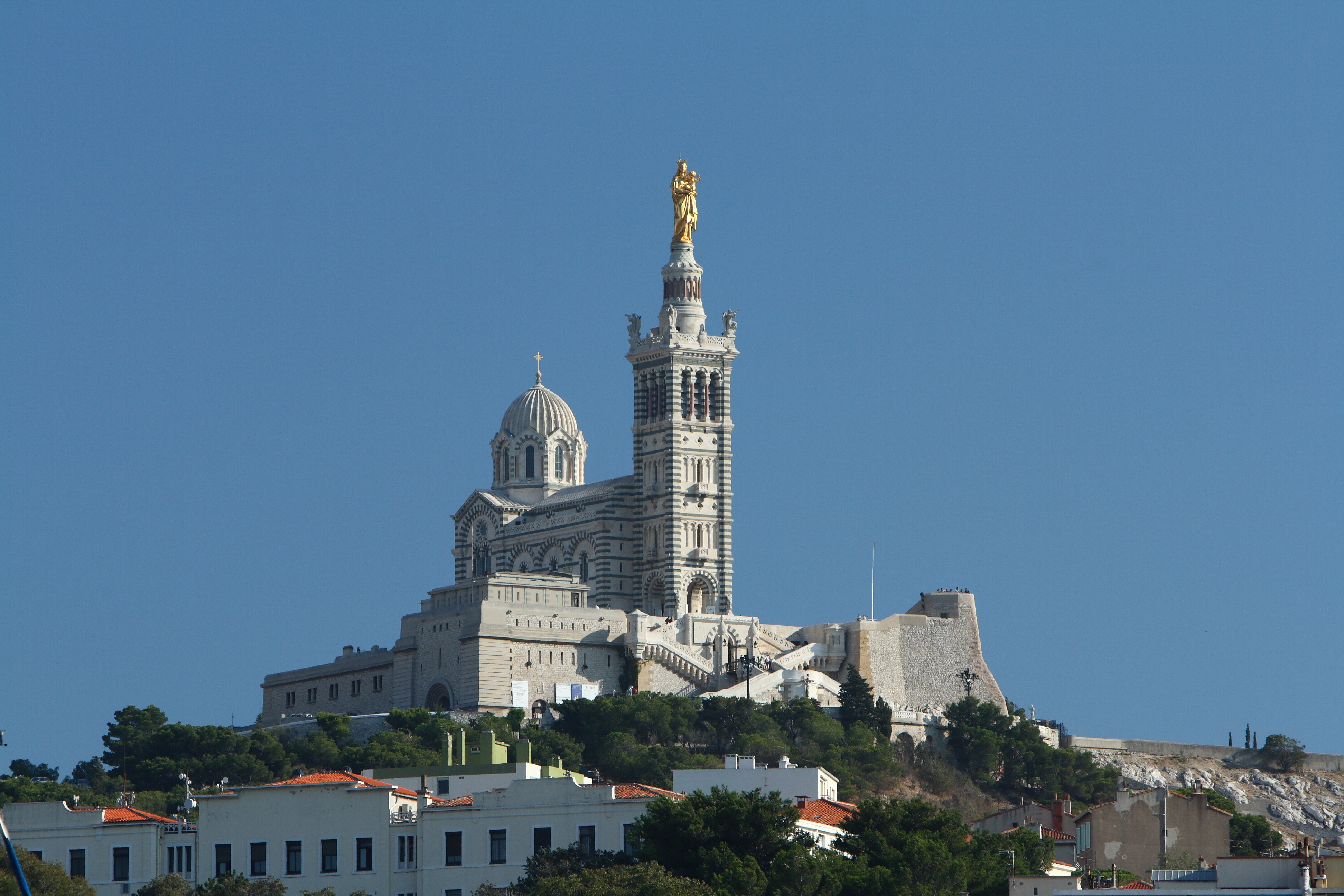
En 2014, Michel Mouïsse rejoint l'équipe des prêtres de la basilique Notre-Dame-de-la-Garde à Marseille.

Le 27 avril 2012, lors d'une interview sur la chaîne de télévision catholique KTO, Michel Mouïsse fait part de sa conviction à vouloir augmenter la visibilité de l'Église en Périgord. Il évoque le succès inattendu du « monastère invisible » (des vocations à domicile) et de l'ouverture du Saint-Jacques, un restaurant à l'intérieur de la maison diocésaine, des projets qu'il mène depuis quelques années. Le 27 septembre 2012, il fait la visite ad limina, rencontrant ainsi le pape Benoît XVI.
Le 24 janvier 2014, lors des vœux annuels de l'évêché, Michel Mouïsse annonce qu'il va quitter le diocèse de Périgueux et Sarlat durant l'été et qu'il va servir « l'Église différemment à Marseille », après avoir reçu l'invitation de Georges Pontier pour rejoindre l'équipe des prêtres de la basilique Notre-Dame-de-la-Garde. Sa démission étant acceptée le 18 juin, il reste administrateur apostolique jusqu'à l'installation de son successeur Philippe Mousset le 14 septembre suivant,.

### Rugby à XV
Depuis sa plus jeune enfance, Michel Mouïsse soutient l'équipe locale de rugby à XV de Mazamet aux côtés de son père. Ce sport étant devenu sa passion, il y joue en amateur à l'école, puis à l'université, à l'armée, au séminaire, jusqu'à finir capitaine-entraîneur-demi d'ouverture de l'équipe réserve du Castres olympique,,,,,. Après son ordination sacerdotale, il pratique encore ce sport pendant huit ans et quitte le club à l'âge de trente-cinq ans.
Il lit régulièrement Midi olympique et ses auteurs préférés spécialisés dans le rugby sont Antoine Blondin, Henri Garcia, Julien Gracq, Kléber Haedens, Jean Lacouture, Denis Lalanne, Jacques Perret, Pierre Sansot et Denis Tillinac.
Après son transfert au siège épiscopal de Périgueux, il soutient le Club athlétique Périgueux Dordogne.

## Prises de position

### Vision de la société
En 2010, dans le contexte de crise économique mondiale, Michel Mouïsse en appelle à un « sursaut d'humanité et de fraternité » et à plus de justice sociale.

### Situation des chrétiens d'Orient
En janvier 2011, alors que le Moyen-Orient est en plein Printemps arabe, Michel Mouïsse appelle à la paix et au dialogue dans cette région du globe.
Le 10 septembre 2013, Michel Mouïsse fait un communiqué à la communauté catholique du diocèse de Périgueux et Sarlat ainsi qu'à la presse locale, intitulé « Un silence assourdissant ». Par ce texte, il entend sensibiliser l'opinion publique sur les violences faites aux chrétiens d'Orient et sur les multiples destructions de leurs lieux de culte le 14 août, face aux médias français qui restent silencieux. Son communiqué a un grand retentissement, après avoir été détourné sur les réseaux sociaux accompagné d'une photographie de l'évêque, et utilisé « à des fins partisanes »,. À l'approche des élections municipales de 2014, le communiqué modifié aurait été rédigé par le Front national, avec des passages « contre les socialistes » et d'autres incitant à la « guerre totale » contre les « fanatiques djihadistes », selon Christian Foucher, le responsable communication de l'évêché.
Le 4 février 2015, un communiqué, repris sur plusieurs sites web extrémistes et disant être rédigé par l'évêque, dénonce la complicité des médias et des « fameuses élites intellectuelles et politiques » dans les atteintes aux lieux de culte chrétiens en Égypte. Michel Mouïsse dément cet écrit et le qualifie de « supercherie ».

## Distinctions
Le 13 juillet 2011, il est nommé chevalier de l'ordre national de la Légion d'honneur au titre de ses « 48 ans de services ».
Le 25 août 2014, Élisabeth Marty, maire de Saint-Astier, lui remet la médaille de la Ville pour ses années de services dans le diocèse.